# هنری واتسون فاولر
هنری واتسون فاولر (انگلیسی: Henry Watson Fowler; ۱۰ مارس ۱۸۵۸ – ۲۶ دسامبر ۱۹۳۳) فرهنگ‌نویس، زبان‌شناس، روزنامه‌نگار، و نویسنده اهل بریتانیا بود. او برای نوشتن دو واژه‌نامه مهم در زبان انگلیسی یعنی فرهنگ لغت کاربرد انگلیسی نوین و فرهنگ لغت انگلیسی مختصر آکسفورد شناخته شده است. روزنامه تایمز به او لقب «نابغه فرهنگ‌نویسی» را داده است.